# خاندان قلي (حومة بيجار)
خاندان قلي (بالفارسية: خاندان قلی) هي قرية تقع في إيران في حومة. يقدر عدد سكانها بـ 1,003 نسمة .